# Barbizon 63
Barbizon 63, anche noto come Barbizon Hotel, è stato un famoso albergo di New York per sole donne fondato nel 1927. A partire dagli anni ottanta ha cambiato varie proprietà sino a diventare un normale edificio ad uso residenziale. La sua grande fama si deve alle numerose ospiti divenute col tempo personalità di primo piano a livello mondiale.

## Storia
L'hotel venne fondato nel 1927 nell'Upper East Side a Manhattan con lo scopo di ospitare le donne che arrivavano a New York alla ricerca di un lavoro e che cercavano un'abitazione che rispettasse le convenzioni sociali del tempo e tenesse conto dell'emancipazione delle donne spinta in particolare dalla prima guerra mondiale. Divenne in breve tempo il luogo di residenza esclusivo per sole donne più famoso in città.
Nel 1983 venne rinominato dalla nuova proprietà Golden Tulip Barbizon Hotel e poi Melrose Hotel, sino a essere trasformato, alla fine del XX secolo, in un edificio privato di tipo residenziale.

## Descrizione
L'edificio, costruito negli anni venti, rispetta stili diversi come il neo gotico e il neorinascimentale italiano, con elementi architettonici islamici. La struttura portante è in acciaio, arriva a 23 piani ed ha le facciate con mattoni a vista uniti ad elementi in terracotta e pietra.

## Ospiti e residenti famose
Le ospiti che in seguito divennero famose furono molte, tra queste:
- Ali MacGraw[2]
- Barbara Chase-Riboud[2]
- Eileen Ford[1]
- Grace Kelly[1][2]
- Joan Crawford[1]

- Joan Didion[1][2]
- Lauren Bacall[1]
- Liza Minnelli[1]
- Sylvia Plath[2]
- Tippi Hedren[1]
- Molly Brown